# Fantastiska pappa
Fantastiska pappa är ett sånglustspel av Eugene Labiche (Le voyage de Monsieur Perrichon) med svensk bearbetning av Nils Poppe & Arne Wahlberg. Sommaren 1977 sattes den upp på Fredriksdalsteatern, i regi av Hans Bergström och Bengt  Roslund.
Handlingen utspelar sig i Frankrike på 1860-talet. Två rivaler åtrår den sköna Henriette Perrichon och tävlar om hennes fars gunst. Den ena räddar herr Perrichons liv, den andre låter sig räddas av herr Perrichon. Rimligen borde herr Perrichon av tacksamhet föredra den förre, men i stället visar han sympatier för den senare; människan tenderar nämligen att sympatisera med den man fått hjälpa, snarare än den som hjälpt en.

## Rollista från Fredriksdalsteatern 1977
- Nils Poppe – Herr Perrichon
- Berit Carlberg – Fru Perrichon
- Gunilla Poppe - Henriette Perrichon
- Olof Lundström Orloff - Daniel Savary
- Tommy Juth - Armand Desroches
- Jarl Borssén - Ludvig Fricadel
- Bo Lindström - Major Mathieu
- Brita Billsten - Hotellvärdinna m.m.
- Kyri Sjöman - Uppasserska m.m.